# Beach Walking
El Beach Walking, también llamado Beach Walk o caminata de playa, es una disciplina atlética fundamentada en caminar por la arena de la playa. Puede desarrollarse sobre arena no compacta (arena de grano grueso y profunda) o sobre arena compacta (arena blanda de grano fino y poco profunda). Cuando se realiza a ritmo lento, es simplemente Beach Walking. Cuando se realiza a un ritmo sostenido y rápido, es una de las variantes que tiene la caminata rápida (Speed walking, en inglés).

## Historia
El origen del Beach Walking se encuentra en los grandes  marchadores del siglo XIX y también en los marchadores del antiguo Race Walking, o antigua marcha atlética (1908-1956), que utilizaron una técnica de marcha similar al Beach Walking.
El Beach Walking como tal dio sus primeros pasos en pruebas de la especialidad disputadas en Estados Unidos, en los años setenta del siglo pasado.

## Técnica
La técnica del Beach Walking es la siguiente:
1. En caminata lenta, el marchador debe caminar erguido. En caminata rápida o Speed walking, el marchador también debe activar el pecho y el estómago. 
2. El marchador debe caminar de manera natural, con un movimiento alternativo de pies y brazos.
3. Un pie del marchador debe permanecer en contacto permanente con la arena.
4. El marchador debe flexionar de forma natural la rodilla de la pierna delantera. 
5. El marchador puede descolocar la cadera. 
6. En caminata lenta, el marchador debe doblar el brazo delantero y extender el trasero por detrás del torso. En caminata rápida, el marchador debe caminar con los brazos doblados, sin cruzarlos por el pecho.
Cuando el Beach Walking se desarrolla a ritmo sostenido y rápido con técnica de caminata rápida o Speed Walking, es similar a las otras técnicas de Speed Walking.

## Regla del Antiguo Race Walking
El Beach Walking respeta la Regla del antiguo Race Walking (antigua marcha atlética) que fue cambiada en 1956, por obligar a mantener un contacto permanente de un pie con la arena y admitir la flexión de la rodilla de la pierna delantera. 
La marcha atlética actual tiene una Regla distinta y presenta diferencias técnicas con el Beach Walking.

## Multiday
Existen competiciones de Beach Walking. Y también hay plusmarcas mundiales de Beach Walking en distancias Multiday, de varios días de duración.

## Salud
La práctica del Beach Walking tiene un impacto beneficioso para la salud, tanto como el caminar en otras superficies o correr.